# Dendronephthya mertoni
Dendronephthya mertoni is een zachte koraalsoort uit de familie Nephtheidae. De koraalsoort komt uit het geslacht Dendronephthya. Dendronephthya mertoni werd in 1910 voor het eerst wetenschappelijk beschreven door Kükenthal. 